# Six degrés de liberté
Six degrés de liberté est un roman québécois paru en 2015 écrit par l'auteur Nicolas Dickner et publié chez Alto. Avec Six degrés de liberté, l'auteur signe son troisième roman qui remporte, dès son année de parution, le Prix du gouverneur général  et est sélectionné pour le Prix du meilleur roman des lecteurs de Points de 2018 .  

## Synopsis
Coincée entre une mère dépressive, un père bientôt atteint par la maladie d'Alzheimer et un meilleur ami agoraphobe, Lisa, quinze ans ne rêve que d'évasion, d'aventures et de liberté. Elle vit sa vie, résignée, jusqu'au jour où elle décide de (se) lancer un pari fou : parcourir la terre entière, passer mers, montagnes et frontières sans rencontrer âme qui vive, sans même sortir de son mode de déplacement. Aidée des talents de pirate informatique de son meilleur ami et de son don pour le bricolage, Lisa et Éric pensent avoir tout calculé. C'était sans compter sur Jay, une policière en liberté conditionnelle, qui se lancera à leur poursuite.
De Montérégie à Montréal en passant par la République dominicaine et le Danemark, Nicolas Dickner nous fait voyager dans ce roman qui défie toutes les lois civiles et géographiques.

## Personnages

### Éric Le Blanc
Éric Le Blanc est un jeune adolescent agoraphobe mais extrêmement intelligent qui apprend la programmation informatique en autodidacte, domaine dans lequel il est particulièrement doué. Il entreprend des études à distance et termine sa scolarité en dix-huit mois avec trois ans d’avance. Il finit par déménager avec sa mère pour le Danemark où il deviendra millionnaire grâce à ses compagnies qu’il fonde autour de l’âge de vingt-ans. À la fois lassé par ce qu’il fait et exalté par l’idée de rendre le monde plus accessible, il mettra au point un système qui permettra de pirater les bases données des ports afin de pouvoir envoyer par cargo sa meilleure amie Lisa, à travers le monde entier.

### Jay Guzmàn
Ancienne fraudeuse informatique condamnée pour « “piratería”et “subversión », travaillant à la Division C de la Gendarmerie Royale du Canada, aux enquêtes portuaires, elle purge sa peine professionnelle d’analyste de données tel un repris de justice, comptant les jours qui lui restent, aspirant à plus de libertés. Elle est têtue, passionnée, a un certain problème avec l’autorité et ne recule devant rien pour découvrir qui est le fameux conteneur PZIU 127 002 7 aka Papa Zoulou.

### Élisabeth "Lisa" Routier-Savoie
Lisa Routier-Savoie est une adolescente de 15 ans qui vit seule avec son père dans une petite ville de la Montérégie, qui n'aspire qu'à une seule chose : quitter sa morne petite ville et son quotidien morose. Lorsqu'Éric part pour le Danemark, leur amitié finit par s'étioler et disparaître ; et chacun suit le tracé de sa propre vie. Mais quelques années plus tard, aidée d'Éric, de ses dons et sa fortune, Lisa décide de réaliser son fantasme : faire le tour du monde à bord d'un conteneur réfrigérant spécialement aménagé.

## Style
Roman polyphonique. 

## Thème
Nicolas Dickner aborde les thèmes du piratage informatique, et dans une certaine mesure, l'idée sous-jacente que tout acte de piratage est un potentiel acte de terrorisme. En effet, rien que de par son titre, évoque justement cette ambiguïté entre limites, transgression et liberté.
Avec le développement d’internet et du cyberespace, il est évident qu’un certain attrait économique facile ne mettrait pas longtemps à émerger ; Dickner aborde également ce thème lorsqu’Éric tente de gagner de l’argent sans sortir de sa chambre : « il cherche des combines obscures sur le web, mais le système légal constitue un continuel obstacle sur le chemin de la fortune ».

## Analyse et commentaires
Interviewé sur le livre, l'auteur reconnaît qu'« il y a derrière ça une volonté de négation de la géographie ». En effet, si les deux premiers romans de Dickner sont très imprégnés par le territoire et la géographie, Six degrés de liberté s'en affranchit complètement et rejoint le banc des anecdotes des faits divers à la manière de Container Bob, un Canado-Egyptien de 43 ans s'étant caché dans un conteneur au Caire pour rejoindre Montréal en cargo.

## Citations
« On vit une époque de cul où toutes les inventions extraordinaires finissent par devenir insignifiantes. La technologie devrait, je sais pas, repousser les limites de l’expérience humaine, non ?
C’est mieux qu’une route. Mieux qu’un passeport. Avec ça, la géographie n’existe plus. »